# Koninklijke Vlaamse Academie van België voor Wetenschappen en Kunsten

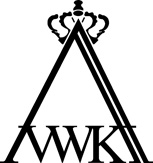
Koninklijke Vlaamse Academie van België voor Wetenschappen en Kunsten logo

De Koninklijke Vlaamse Academie van België voor Wetenschappen en Kunsten (KVAB) is de Academie van Vlaanderen, een Koninklijk wetenschappelijk genootschap ter bevordering van de wetenschappen en kunsten.
De Academie is gehuisvest in het Paleis der Academiën te Brussel, waarin ook de Académie royale des sciences, des lettres et des beaux-arts de Belgique, de Koninklijke Academie voor Geneeskunde van België, de Académie royale de médecine de Belgique en de Académie royale de langue et de littérature françaises de Belgique gehuisvest zijn.

## Geschiedenis
Tijdens de Oostenrijkse Nederlanden (tussen 1715 en 1794) richtte men in 1769 te Brussel met goedvinden van keizerin Maria Theresia van Oostenrijk een Société littéraire (vrij vertaald: een letterkundig genootschap) op, op voorstel van de toenmalige Leuvense universiteitsbibliothecaris Cornelis Franciscus Nelis. President ervan werd, tot aan zijn dood het jaar daarop, Karl Johann Philipp von Cobenzl, de toenmalige gevolmachtigde minister voor de Oostenrijkse Nederlanden. De Société littéraire werd in 1772 omgevormd tot de Keizerlijke en Koninklijke Academie van Wetenschappen en Letteren van Brussel. Deze Thérésienne, zoals ze gemeenzaam ging heten, werd in de periode 1792-1793 en later in 1794 afgeschaft door de Fransen, maar weer opgericht door Willem I en in 1845 uitgebreid met een afdeling kunsten. Vanaf deze datum heet zij Koninklijke Academie voor Wetenschappen, Letteren en Schone Kunsten van België (Frans: Académie royale des Sciences, des Lettres et des Beaux-Arts de Belgique). Ondertussen was er in 1841 een aparte academie voor geneeskunde gesticht. De Academie voor Wetenschappen, Letteren en Schone Kunsten was Franstalig en telde een aantal Vlaamse leden, waaronder Jan Frans Willems. In 1886 werd te Gent de Koninklijke Academie voor Nederlandse Taal- en Letterkunde (KANTL) opgericht. Na de Eerste Wereldoorlog werd de Rijksuniversiteit Gent vernederlandst (1930).
De wet van 28 juni 1932 op het gebruik van de talen in bestuurszaken regelde de administratieve tweetaligheid van de Belgische Academie. Het begrip cultuurautonomie kreeg rond die tijd meer inhoud en deed de wens ontstaan om het Vlaamse academiewezen te ontplooien. Door het Koninklijk Besluit van 16 maart 1938 werd de oprichting van de Koninklijke Vlaamse Academie voor Wetenschappen, Letteren en Schone Kunsten goedgekeurd. Frans Van Cauwelaert, reeds lid van de KANTL, werd benoemd tot eerste voorzitter. Het oprichtingsbesluit van de Koninklijke Academie voor Geneeskunde van België werd op 25 oktober 1938 goedgekeurd. Zij kwam onder voorzitterschap van Arnold Jozef Hendrix. Voor de Academies van Wetenschappen, Letteren en Schone Kunsten leidde dit tot een complexe situatie met enerzijds een nationale, officieel tweetalige academie met leden uit het noorden en het zuiden van het land en anderzijds een Vlaamse academie. In 1971, naar aanleiding van de Eerste staatshervorming, werd daar een einde aan gesteld door de oprichting van twee evenwaardige academies, een Nederlandstalige, behorend tot de Nederlandse Cultuurgemeenschap en een Franstalige, behorend tot de Franse Cultuurgemeenschap. De Nederlandstalige academie droeg de naam Koninklijke Academie voor Wetenschappen, Letteren en Schone Kunsten (KAWLSK), de Franstalige de Académie royale des sciences, des lettres et des beaux-arts de Belgique. Beiden zijn evenwaardig en de geestelijke nazaat van de Thérésienne. In 1999 werd de naam ten slotte gewijzigd naar Koninklijke Vlaamse Academie voor Wetenschappen en Kunsten van België. In 2009 werd de Klasse Technische Wetenschappen opgericht.

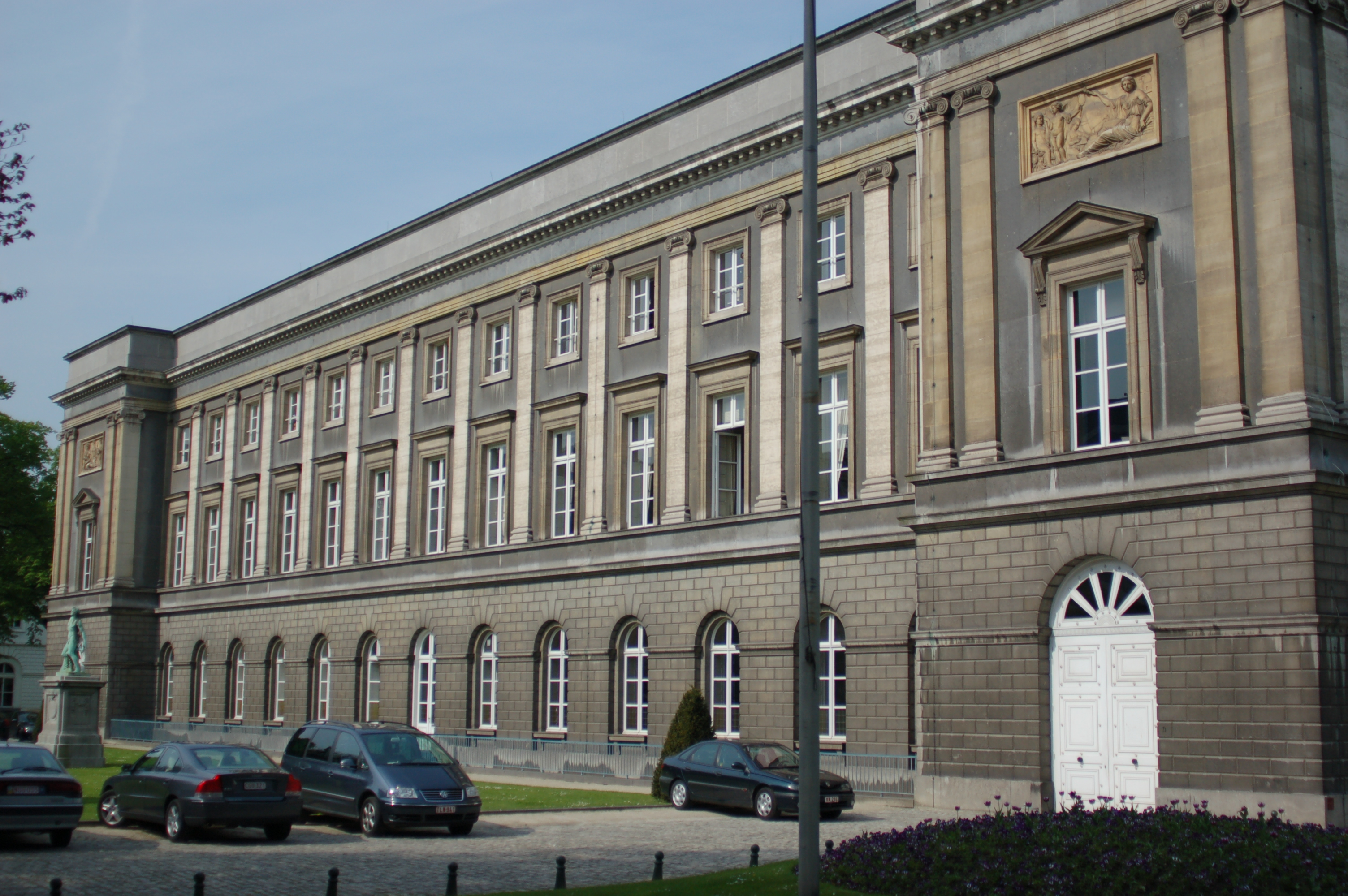
Paleis der Academiën

In de loop van de twintigste eeuw kregen veel academies het moeilijker: waar ze in 1900 centraal stonden in het wetenschappelijk onderzoek met sponsoring, peer-review avant la lettre, publicatie van de resultaten etc., is hun impact hand over hand afgenomen als gevolg van het succes van de wetenschap, de toename van de middelen, de specialisering etc. In sommige landen is hun invloed nog bijzonder belangrijk (Verenigd Koninkrijk, Zweden, VS, ook Nederland).

## Organisatie
De KVAB bestaat uit vier Klassen: natuurwetenschappen, menswetenschappen,  kunsten en technische wetenschappen, elk met maximaal 40 gewone leden jonger dan 65 jaar. In 2011 telt ze 240 gewone en ereleden. De leden worden – meestal als vijftiger – gevraagd en verkozen door coöptatie en blijven lid voor het leven; vanaf hun 65 jaar kunnen zij het erelidmaatschap aanvragen. De bedoeling is om de meest succesvolle wetenschappers en kunstenaars samen te brengen, enerzijds om hun verdiensten te eren, anderzijds om met hun competentie en ervaring een raad van wijzen te vormen.
De Academie wordt geleid door de Bestuurscommissie, die bestaat uit de bestuurders van de Klassen, de voorzitter en de vast secretaris. De voorzitter wordt om de twee jaar gekozen, telkens uit een andere Klasse. De voorzitters sinds 1997 zijn Marcel Storme, Yvan Bruynseraede, Carl Van de Velde, Mark Eyskens, Jef Van Landuyt, Frans Boenders, Dominique Willems, Pierre Jacobs, Ludo Gelders, Willem Elias, Hubert Bocken en Joos Vandewalle, Karel Velle en Elisabeth Monard. De vast secretaris staat aan het hoofd van het secretariaat. Van 1997 tot 2010 was dit Niceas Schamp, van 1 september 2010 tot 2014 was dit Géry van Outryve d'Ydewalle en van oktober 2014 tot 2022 was dit Freddy Dumortier. Sinds 24 april 2022 is Karel Velle vast secretaris van de Academie.
De KVAB herbergt het Vlaams sabbatcentrum VLAC en verzorgt de publicatie van verhandelingen van jongere onderzoekers (tot 40 jaar) en van langlopende reeksen, zoals het Nationaal Biografisch Woordenboek, de Brieven van Justus Lipsius, e.a. Verder draagt zij bij tot de verspreiding van wetenschap en cultuur in de gemeenschap, stelt zij rapporten en standpunten ter beschikking over actuele maatschappelijke problemen, moedigt zij de wetenschappelijke en artistieke activiteit in Vlaanderen aan met prijzen en gesubsidieerde symposia en werkt ze samen met de Vlaamse, de Belgische en de internationale wetenschappelijke wereld.
In 2013 richtte de KVAB, naar buitenlands voorbeeld, ook een Jonge Academie, waarin vanuit het standpunt van de jonge academicus zal gewerkt worden rond drie pijlers: wetenschapscommunicatie, wetenschapsbeleid en interdisciplinariteit.

## Klassen en leden van de KVAB
De KVAB bestaat uit vier klassen die elk een vijftigtal effectieve leden tellen. Er zijn ook een aantal buitenlandse leden. Na hun 75ste verjaardag worden de effectieve leden erelid.

### Klasse Natuurwetenschappen
Onder de huidige leden vindt men: Conny Aerts, Freddy Dumortier, Dirk Inzé, Karen Maex, Luc Moens, Jean Poesen, Niceas Schamp, Luc Steels, Stefaan Vaes, Dirk Thys van den Audenaerde, Christine Van Broeckhoven, Marc Van Montagu, Irina Veretennicoff, Frank Verstraete.
Onder de overleden leden zijn te vermelden: Walter Fiers, Jan Gillis, Roger Van Overstraeten

### Klasse Menswetenschappen
Onder de leden en ereleden van deze klasse bevinden zich: André Alen, Marc Boone, Geert Bouckaert, Bea Cantillon, Laurens Cherchye, Marc De Clercq, Herman De Dijn, Paul De Grauwe, Albert Derolez, Wilfried Dewachter, Karel Dobbelaere, Luc Duerloo, Bart Eeckhout, Mark Eyskens, Marie-Claire Foblets, Koen Geens, Luc Huyse, Joep Konings, Mathijs Lamberigts, Caroline Pauwels, Theo Peeters, Walter Prevenier, Ludo Simons, Nicolas Standaert, Hilde De Ridder-Symoens, Johan Tollebeek, Marnix Van Damme, Lutgart Van den Berghe, Willy van Eeckhoutte, Herman Van Goethem, Géry van Outryve d'Ydewalle, Paul Van Rompuy, Jan Velaers, Leni Verhofstadt-Denève, Lieven Verschaffel, Reinhilde Veugelers,  Els Witte.
Onder de overleden leden zijn te vermelden: Roger Blanpain, Fernand Collin, Herman Deleeck, Louis Dupré, Gaston Eyskens, Camille Huysmans, Herman Liebaers, Marcel Storme, Raoul Van Caenegem, Frans Van Cauwelaert, Walter Van Gerven, Marc Waelkens, Honoré Van Waeyenbergh.

### Klasse Kunsten
Onder de leden en ereleden van deze klasse bevinden zich: Barbara Baert, Frans Boenders, Michaël Borremans, Ignace Bossuyt, Dirk Braeckman, Dirk Brossé,  Stijn Coninx, Thomas Coomans de Brachène, Roland Coryn, Siegfried De Buck, Anne-Teresa De Keersmaeker, Carl De Keyzer, Chris Dercon, Luc Devliegher, Catherine de Zegher, Willem Elias, Jan Fabre, An Fonteyne, Hugo Heyrman, André Laporte, Mauro Pawlowski, Lucien Posman, Paul Robbrecht, Marc Ruyters, Herman Sabbe, Raoul Servais, Marcel Smets, Piet Swerts, Peter Swinnen, Koenraad Tinel, Ana Torfs, Fien Troch, Katlijne Van der Stighelen, Jan Van der Stock, Barbara Van der Wee, Hilde Van Gelder, Anne van Grevenstein-Kruse, Marie-José Van Hee, Anne-Mie Van Kerckhoven, Jan Van Landeghem, Annelies Van Parys, Bob Van Reeth, Peter Verhoyen, Vera Vermeersch, Bart Verschaffel.
Onder de overleden leden zijn te vermelden: Geert Bekaert, Renaat Braem, Luc Brewaeys, Felix De Boeck, Gustaaf De Smet, Elisabeth Dhanens, Paul Gilson, Wim Henderickx, Bernard Huys, Panamarenko, Constant Permeke, Albert Servaes, Edgard Tytgat, Henry Van De Velde, Hilde Van Sumere, Geo Verbanck.

### Klasse Technische Wetenschappen (KTW)
De Klasse Technische Wetenschappen, opgericht in 2009, heeft als doel toekomstgerichte aanbevelingsrapporten te maken voor het beleid over actuele, maatschappelijke problemen met technische inslag. Hiervoor rekent zij op de expertise en bereidwilligheid van eminente ingenieurs en onderzoekers uit de industrie en uit de Vlaamse universiteiten, zowel leden als niet-leden. De voorloper van de KTW is de Commissie van de Academie voor Wetenschap en Techniek of CAWET, opgericht als commissie binnen de Klasse van de Natuurwetenschappen in 1989 en afgeschaft in 2009. Voor de omvorming van CAWET tot een volwaardige Klasse konden ingenieurs enkel lid worden van de Academie als lid van de Klasse van de Natuurwetenschappen. Door die omvorming werden de meeste leden van het vroegere CAWET opgenomen als volwaardige leden van de Academie.
In zijn 20-jarig bestaan was CAWET een van de eerste Europese voorlopers van wat nu in de meeste landen Technologische, Technische of Ingenieursacademiën zijn geworden (cf. Royal Academy of Engineering en Académie des Technologies de France). Vlaanderen heeft gekozen om geen afzonderlijke Ingenieursacademie op te richten maar een volwaardige Klasse te creëren binnen de Koninklijke Academie.
Onder de leden en ereleden van deze klasse bevinden zich: Guido Beazar, Ronnie Belmans, Koenraad Debackere, Hugo De Man, Dirk Frimout, Derrick Gosselin, Hilde Heynen, Patrick Maselis, André Oosterlinck, Rik Van de Walle, Pierre Verbaeten, Dirk Wauters, Jacques Willems.
Onder de overleden leden zijn te vermelden: Daniël Vandepitte, Ludo Gelders.

## Taken
De Academie organiseert wetenschappelijke en culturele activiteiten, tracht de interuniversitaire samenwerking in Vlaanderen te stimuleren, zorgt voor vertegenwoordiging in internationale organisaties en fora, trekt buitenlandse onderzoekers aan, formuleert adviezen aan de regering, industrie, onderwijs- en onderzoeksinstellingen en reikt prijzen uit aan talentvolle vorsers en kunstenaars.

### Denkersprogramma
Sinds 2014 organiseert de KVAB het Denkersprogramma waarmee de Academie het maatschappelijk debat in Vlaanderen te versterken en een langetermijnvisie te ontwikkelen omtrent beleidsmatige uitdagingen. 
Centraal staat een vooraanstaand internationaal expert of een panel van internationale experten. Inspiratie voor het Denkersprogramma werd gevonden bij het Thinker in Residence Program van de staat South Australia te Adelaide.
Thema's van voorbije edities van het Denkersprogramma waren:
- Voeding
- Transparantie
- Multiculturaliteit
- The Doctoral Space
- Water en klimaat
- Kunst en geld
- The End of Postwar
- De Vlaamse kennismaatschappij
- Jeugdwerkloosheid
- E-learning en Blended learning

### Vlaams Academisch Centrum voor Wetenschappen en Kunsten
Het Vlaams Academisch Centrum voor Wetenschappen en Kunsten (VLAC) was een sabbatcentrum met als doel het wetenschappelijk en artistiek onderzoek te stimuleren, te ondersteunen en te verspreiden door het aanbieden van een unieke onderzoekservaring. Het werd opgericht in 1999 naar het voorbeeld van de vele succesvolle Institutes for Advanced Study in het buitenland, zoals het titulaire Institute for Advanced Study te Princeton en het Netherlands Institute for Advanced Study te Wassenaar. Het werd opgedoekt in juni 2014.
Jaarlijks werden 10 tot 20 Academy Award Fellowships uitgereikt aan binnen- en buitenlandse toponderzoekers en kunstenaars waarbij ze de mogelijkheid kregen een bepaalde periode te wijden aan verdere intellectuele ontwikkeling ver weg van de dagelijkse academische verplichtingen.
Zowel Vlaamse als buitenlandse onderzoekers en kunstenaars konden zich kandidaat stellen voor een individueel fellowship waarbij zij een eigen project uitwerken gedurende ten minste één semester. Daarnaast kon iedereen een voorstel formuleren voor een cluster bestaande uit minstens twee à drie onderzoekers die interdisciplinair wilden samenwerken rond een bepaald thema. Ook jongeren en kunstenaars konden worden betrokken in een cluster.
Van 2006 tot 2012 was Marc De Mey directeur van het VLAC. Marc De Mey is lid van de Klasse van de Menswetenschappen en was professor in de cognitieve wetenschappen aan het departement filosofie van de Universiteit Gent, waar hij in 2005 op emeritaat ging.

### Standpunten
Een van de taken van de KVAB is optreden als een adviesverlenend orgaan aan overheden, onderwijsinstellingen en bedrijven. De standpunten worden opgesteld door leden en werkgroepen binnen de Academie, vaak aangevuld met externe experts.
Een selectie van de standpunten in 2018 zijn:
- Ggo's anno 2018
- Artificiële intelligentie
- Europa in de problemen
- Privacy in tijden van internet, sociale netwerken en big data
- Datawetenschappen en gezondheidszorg
- Naar een inclusieve robotsamenleving

### Publicaties
De Koninklijke Vlaamse Academie van België voor Wetenschappen en Kunsten publiceert sinds 1939 monografieën, volumes van langlopende reeksen, Academiae Analecta en handelingen van contactfora.
De publicatie van vijf wetenschappelijke reeksen werd in 2014 toevertrouwd aan de Leuvense uitgeverij Peeters Publishing.
Afzonderlijke redactieraden binnen de Academie bewaken de wetenschappelijke kwaliteit langs een geformaliseerde peer-reviewprocedure. Het gaat om:
- Corpus Catalogorum Belgii
- Iusti Lipsi Epistolae (publicatie van brieven van Justus Lipsius)
- Collectanea Hellenistica
- Iuris Scripta Historica
- Verhandelingen van de Koninklijke Vlaamse Academie voor wetenschappen en kunsten, Nieuwe Reeks

In samenwerking met de Koninklijke Academie voor Nederlandse Taal- en Letterkunde en de Koninklijke Academie voor Geneeskunde van België geeft de KVAB het Nationaal Biografisch Woordenboek uit.

### Contactfora
Jaarlijks financiert de Academie enkele tientallen wetenschappelijke bijeenkomsten in de domeinen natuurwetenschappen, menswetenschappen en kunsten. Deze contactfora brengen specialisten uit diverse wetenschappelijke disciplines samen. Iedere Vlaamse wetenschapper werkzaam aan een Vlaamse instelling voor hoger onderwijs of onderzoek kan een aanvraag doen tot het organiseren van een contactforum.

### Prijzen

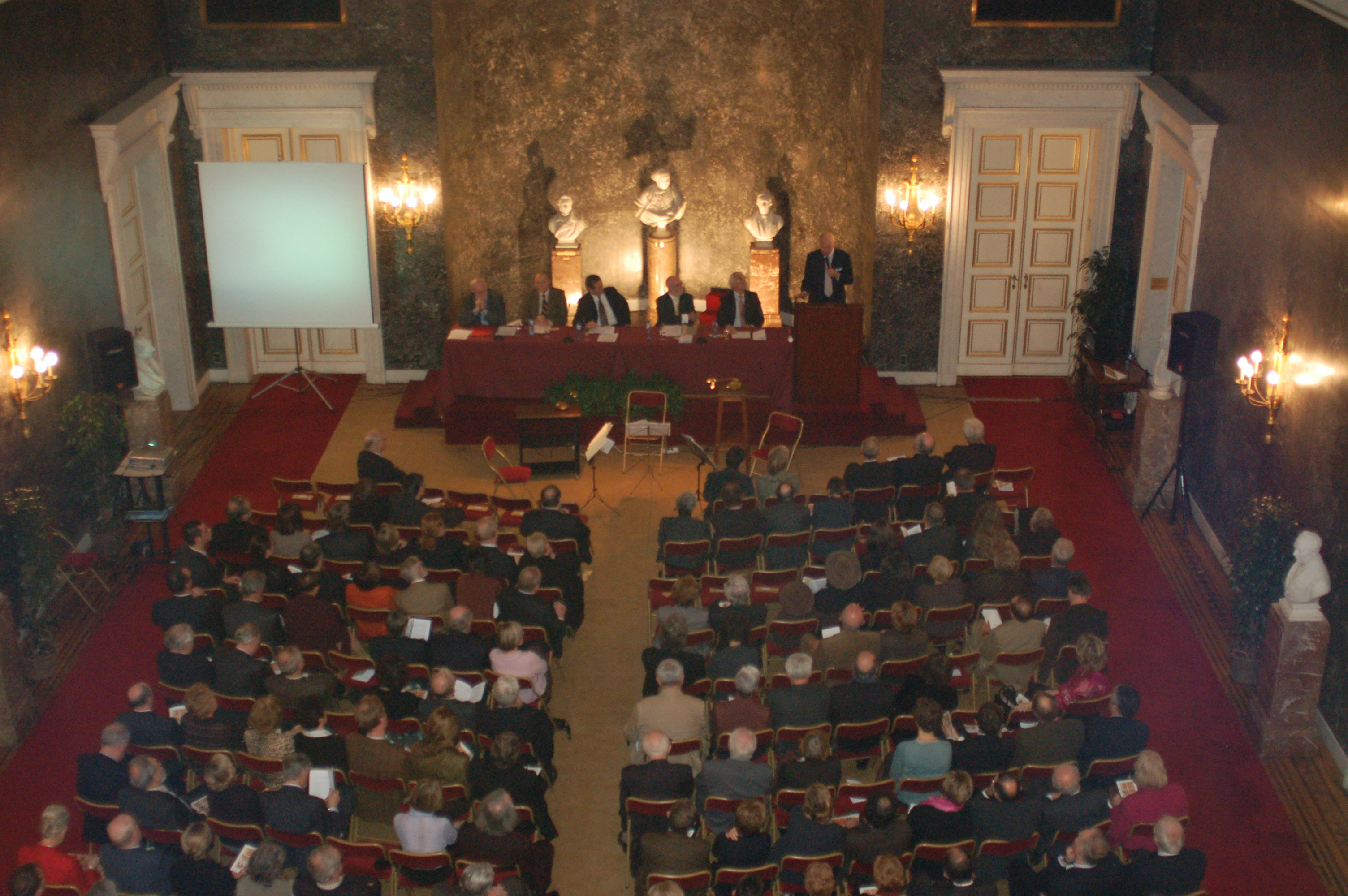
Openbare Vergadering, Troonzaal

De KVAB reikt een aantal prijzen uit voor bijzondere artistieke en wetenschappelijke verdiensten.

#### De Gouden Penning

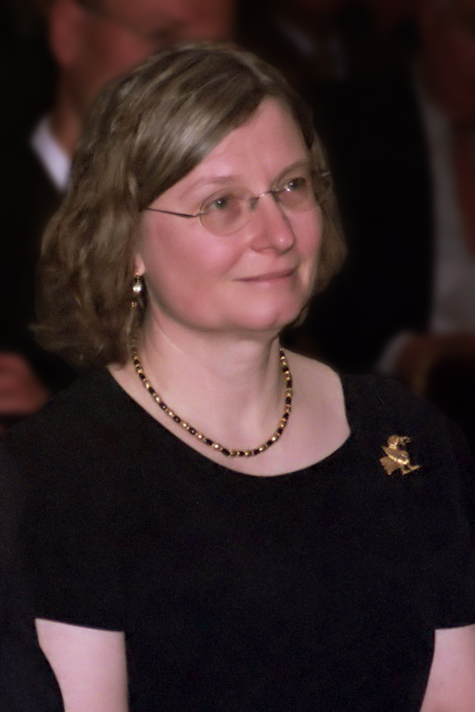
Ingrid Daubechies, Gouden Penning 2005

Sinds 1998 wordt de Gouden Penning van de Academie jaarlijks toegekend ter bekroning van een totale wetenschappelijke of artistieke loopbaan aan personen die een belangrijke bijdrage hebben geleverd tot de aanmoediging en de verspreiding van wetenschap en kunst. Ze werd achtereenvolgens uitgereikt aan Jan Briers jr., Paul Janssen, Philippe Herreweghe, Karel Van Miert, Peter Piot, Angèle Manteau, Roger Raveel, Ingrid Daubechies, Jacques Wirtz, René Jacobs, Robert Cailliau, Dries Van Noten, Frank De Winne, Herman Van Rompuy, Jacques Rogge, Marleen Temmerman, Sigiswald Kuijken, Alain Platel, Frits van Oostrom en Jos Delbeke.

#### Fondsprijzen
Door schenkingen aan de Academie werden verscheidene fondsen opgericht om een prijs uit te reiken binnen een bepaalde tak van de wetenschap of de kunst. De Fondsprijzen worden doorgaans voor een bepaalde publicatie uitgereikt, enkelen voor een heel curriculum, zoals de Frans Van Cauwelaertprijs.
- Erik Duvergerprijs
- Floris Van Der Muerenprijs
- Frans Van Cauwelaertprijs
- Henri Schoutedenprijs
- Henri Vanderlindenprijs
- Jan Gillisprijs
- Mgr. Charles De Clercqprijs
- Mgr. Jozef Coppensprijs
- Mgr. René Lenaertsprijs
- Octaaf Callebautprijs
- Paul Van Oyeprijs
- Prijs Pro Civitate

#### Prijs van de Vlaamse Wetenschappelijke Stichting
De Vlaamse Wetenschappelijke Stichting werd in 1926 opgericht als een fonds voor bursalen. In 2006 heeft deze Stichting een betrekking aangegaan met de KVAB.

#### Laureaat van de Academie
De KVAB reikt jaarlijks vier prijzen uit voor de bekroning van een jonge carrière (tot de leeftijd van 40 jaar). De vier laureaten komen uit de natuurwetenschappen, de menswetenschappen, de kunsten (aan een scheppend kunstenaar, een kunstcriticus of een kunstwetenschapper), en de technische wetenschappen.

#### Prijs van de Vlaamse minister voor Wetenschapsbeleid
De driejaarlijkse prijs van de Vlaamse minister voor Wetenschapsbeleid bekroont een persoon, groep of organisatie die een uitzonderlijke prestatie heeft geleverd tot het vulgariseren van wetenschap en techniek.  De prijs werd reeds toegekend aan Eos, het Canvas-programma Over Leven, Technopolis NV, de Universiteit Vrije Tijd van het Davidsfonds, RVO-Society en Kazerne Dossin.

### Academisch Cultureel Forum (ACF)
In 1993 werd het Centrum voor Europese Cultuur (CEC) opgericht om het geven van lezingen over wetenschappelijke en artistieke onderwerpen te focaliseren. Het CEC organiseerde publieke lezingen over een actueel wetenschappelijk of artistiek onderwerp, colloquia van één dag omtrent een bepaald aspect van de Europese cultuur van een land of groep landen, en een klassiek concert met toelichting door de uitvoerder.
Begin 2013 werd gekozen voor de nieuwe naam "Academisch Cultureel Forum" omdat de verschillende activiteiten niet langer allemaal een directe binding hadden met Europa.

### Lentecyclus
De KVAB organiseert sinds 1998 elk jaar een Lentecyclus. Telkens wordt in de loop van het voorjaar een actueel thema uitgediept in meerdere sessies op verschillende dagen, waarbij specialisten ter zake bepaalde deelaspecten toelichten. 
In het verleden kwamen achtereenvolgens aan bod:
- 1998: De invoering van de Euro
- 1999: Belgium Quo Vadis
- 2000: Troeven en Risico’s van de Wetenschap
- 2001: Media, Markt en Maatschappij
- 2002: Kunst en Wetenschap
- 2003: Immigratie
- 2004: Vergrijzing
- 2005: Kunst als inspiratiebron voor Kunst
- 2006: Kunst en Wetenschap
- 2007: Kunst: voor wie, voor wat?
- 2008: Brein, bewustzijn, geest
- 2009: Taal en Gemeenschap
- 2010: Verovert China de Wereld?
- 2011: Nanotechnologie
- 2012: Dementie, een deficiet in de samenleving
- 2015: Staatsmodellen voor morgen
- 2016: Gezondheid, gedrag en geluk
- 2017: Europa, ons vaderland?
- 2018: De komst van de kunstmens
- 2019: Zijn we met te veel? Wie is te veel?

## Nationale en internationale samenwerking

### Bilaterale samenwerking
Met verschillende buitenlandse Academiën sloot de Academie samenwerkingsakkoorden af met betrekking tot de uitwisseling van wetenschappers, volgens het principe bezoek-tegenbezoek. Alle onderzoekers verbonden aan de Vlaamse universiteiten kunnen hiervoor voorstellen indienen bij de Academie.

### The Royal Academies for Science and the Arts of Belgium
The Royal Academies for Science and the Arts of Belgium (RASAB) coördineert sinds begin 2001 de nationale en internationale activiteiten waarvoor de KVAB en de Académie royale des sciences, des lettres et des beaux-arts de Belgique (ARB) een gezamenlijke verantwoordelijkheid hebben. De hoofdtaak van RASAB is de opvolging en de stimulering van de activiteiten van de 25 Nationale Wetenschappelijke Comités.

### Internationale organisaties
De Academie is, via RASAB, actief in een aantal internationale organisaties, de Internationale Raad voor Wetenschappen (ICSU), de Union Académique Internationale (UAI), de Europese koepels van Academies, ALLEA (groot Europa) en EASAC (EU) en de International Academy Panel (IAP).

## Vlaamse Academische Stem
De “vrienden van de Academie” zijn welkom in de Vlaamse Academische Stem (VLAST), opgericht in de zomer van 2004 op initiatief van Mark Eyskens, toenmalig voorzitter.